# بخش سانتا لوسیا
بخش سانتا لوسیا (به اسپانیایی: Departamento Santa Lucía) یک منطقهٔ مسکونی در آرژانتین است که در استان سان خوآن، آرژانتین واقع شده‌است. بخش سانتا لوسیا ۴۵ کیلومتر مربع مساحت و ۴۳٬۵۶۵ نفر جمعیت دارد.